# Lev Davidovič Landau
Lev Davidovič Landau (Baku, 22. siječnja 1908. – Moskva, 1. travnja 1968.), ruski fizičar. Od 1932. ravnatelj Instituta za fiziku u Harkovu; izgradio je takozvanu sovjetsku školu teorijske fizike, pa je Harkov postao središte teorijske fizike u bivšem Sovjetskom savezu. Od 1946. član Akademije znanosti SSSR-a, od 1947. profesor u Moskvi. Landau je istraživao gotovo cijelo područje teorijske fizike: teoriju polja, dijamagnetizam tvrdoga tijela, kvantnu elektrodinamiku, fiziku niskih temperatura (niskotemperaturna fizika), nuklearnu fiziku, probleme elementarnih čestica i kozmičke zrake. Smatra se jednim od najvećih fizičara 20 stoljeća. Za radove o superfluidnosti (supratekućina) helija dobio je 1962. Nobelovu nagradu za fiziku. Autor je niza knjiga. Posmrtno su mu izdani Sabrani radovi (rus. Sobranie trudov, I–II, 1969.).

## Supratekućina ili suprafluidnost
Suprafluidnost je stanje ukapljenoga helija koje se očituje gibanjem tekućine bez trenja na ekstremno niskoj temperaturi uz očuvana adhezijska svojstva. Otkrio ju je 1937. Pjotr Leonidovič Kapica, a neovisno o njem otkrili su ju iste godine Donald Misener i John Frank Allen proučavajući pojave do kojih dolazi kada se helij ohladi na temperaturu nižu od 2.17 K. Ako se na primjer u suprafluidni helij djelomično uroni prazna posuda, po njezinim će se stijenkama u tankom sloju (do 30 nm) helij penjati i spuštati u posudu sve dok se razina helija u posudi ne izjednači s razinom okolnoga helija; ako se kapilarna cjevčica jednim krajem uroni u suprafluidni helij i osvijetli, na njezinu će gornjem kraju istjecati helij poput vodoskoka visoka do 10 centimetara (takozvani učinak vodoskoka). Danska fizičarka Lena Hau uspjela je 1999. u suprafluidu usporiti svjetlost do brzine 17 m/s, a 2001. uspjela ju je zaustaviti.
Helijevi izotopi 4He i 3He imaju različita suprafluidna stanja, a zbog različitoga broja neutrona u atomskoj jezgri (različitog spina) pripadaju različitim statistikama (kvantna statistika). Izotop helija 4He, sa spinom 0, je bozon, podvrgava se Bose-Einsteinovoj statististici, ukapljuje se na 4.2 K i prelazi u suprafluidno stanje na temperaturi 2.17 K, a izotop 3He, sa spinom 1/2, podvrgava se Fermi-Diracovoj statististici, ukapljuje se na 3.19 K, postaje suprafluidan na temperaturi 2.6 mK i ima dva različita suprafluidna stanja. 
Teorijski doprinos tumačenju suprafluidnosti helijeva izotopa 4He prvi su dali Laszlo Tisza i Lev Davidovič Landau 1941. u dvokomponentnom modelu s kvazičesticama fononima i rotonima, a kvantnomehanički ju je nadogradio Richard Feynman. Objašnjenje suprafluidnosti izotopa 3He uklopilo se u poopćenu BCS-teoriju (supravodljivost). Postizanje suprafluidnosti još je vrlo skupo zbog potrebnih izuzetno niskih temperatura i iznimne čistoće helija, pa se primjenjuje uglavnom u znanstvenim istraživanjima, na primjer pri proučavanju pojedinačnih molekula plina u suprafluidu, gdje se one zbog nedostatka trenja gibaju potpuno slobodno; za održavanje osjetljivih mjernih instrumenata ili dijelova instrumenata na niskoj temperaturi (u astronomskom satelitu za opažanje infracrvenoga zračenja, IRAS, koji je lansiran 1983., s pomoću 720 litara suprafluidnoga helija instrumenti se čuvaju na temperaturi 1.6 K). U širem smislu stanje elektrona u supravodiču također je suprafluidno.